# Freak Magnet
Freak Magnet è l'ottavo album in studio del gruppo rock statunitense Violent Femmes, pubblicato nel 2000.

## Tracce
Tutte le tracce sono scritte da Gordon Gano tranne dove indicato.
1. Hollywood Is High – 2:22
2. Freak Magnet – 2:35
3. Sleepwalkin' – 2:21
4. All I Want – 3:32
5. New Generation (Rose Marie McCoy, Albert Ayler, Mary Parks) – 2:38
6. In the Dark – 3:50
7. Rejoice and Be Happy – 2:11
8. Mosh Pit (Gano, Ritchie) – 2:13
9. Forbidden (William Carlos Williams, Gano) – 2:59
10. When You Died – 2:34
11. At Your Feet – 2:51
12. I Danced (Max Dunn, Gano) – 2:43
13. I'm Bad – 2:42
14. Happiness Is – 4:18
15. A Story (Gano, Ritchie) – 5:00

## Formazione
- Gordon Gano - voce, chitarra
- Brian Ritchie - basso, chitarra, tastiere, percussioni, shakuhachi, voce
- Guy Hoffman - batteria, percussioni, voce